# 武川修三
武川 修三（たけかわ しゅうぞう、1941年9月5日 - ）は、日本の俳優。
東京都出身。宝井プロジェクトに所属していた。
旧芸名は武川 信介、武川 修造。

## 出演作品

### テレビドラマ

#### NHK
- 大河ドラマ
  - 春の波涛（1985年） - 車夫
  - いのち（1986年） - 留造
  - 太平記（1991年） - 農民
  - 信長 KING OF ZIPANGU（1992年）
  - 琉球の風（1993年） - 重臣
- 続・たけしくんハイ!（1986年）
- 銀河テレビ小説
  - まんが道 青春編（1987年）
  - しあわせ志願（1988年）
  - 殿様ごっこ（1988年）
- ドラマ人間模様 / 花へんろ 風の昭和日記III（1988年）
- ドラマスペシャル / 四万十川 あつよしの夏（1988年）
- 大石内蔵助 冬の決戦（1991年）
- 連続テレビ小説
  - 君の名は（1991年）
  - かりん（1994年）
  - こころ（2003年）
- 金曜時代劇
  - 腕におぼえあり（1992年）
    - 第1シリーズ
    - 第2シリーズ

  - 御宿かわせみ（高島礼子版） 第一章（2003年）
- ドラマ新銀河（NHK）
  - いらっしゃい（1996年） - バスの乗客
- ドラマDモード / 喪服のランデヴー（2000年）

#### 日本テレビ
- 火曜サスペンス劇場
  - 深く埋めて（1987年）
  - 名無しの探偵
    - 第4作（1988年）
    - 第5作（1989年）
    - 第10作（1994年）
    - 第12作（1996年）

  - 正当防衛（1995年）
  - 弁護士・朝日岳之助7（1996年）
  - 刑事・鬼貫八郎6（1996年）
  - 弁護士・高林鮎子
    - 第25作（1999年） - 電器屋の主人
    - 第32作（2003年）

  - 警部補 佃次郎13（2001年）
  - 監察医・室生亜季子30（2001年） - 谷
- 水曜グランドロマン / 法王庁の避妊法（1989年）
- 会いたくて（1989年）
- 土曜ドラマ / 明日があるさ（2001年）
- 太陽にほえろ!2001（2002年）
- ナイトホスピタル〜病気は眠らない〜（2002年）
- 水曜ドラマ
  - 最後の弁護人（2003年）
  - CAとお呼びっ!（2006年）
- 彼女が死んじゃった。（2004年）
- たったひとつの恋（2006年）

#### TBS
- スクール☆ウォーズ 〜泣き虫先生の7年戦争〜（1985年）
- 名探偵・金田一耕助シリーズ5（1986年） - 主治医
- 遊びじゃないのよ、この恋は（1986年）
- 水曜ドラマスペシャル / 危険なふたり5（1986年）
- パパはニュースキャスター（1987年） - オジさん
- 東芝日曜劇場
  - 夏のサスペンスシリーズ / 新・四谷怪談（1987年）
  - カミさんなんかこわくない（1998年）
  - 恋がしたい恋がしたい恋がしたい（2001年）
  - サラリーマン金太郎3（2002年）
- パパは年中苦労する（1988年） - オジさん
- 土曜ドラマスペシャル / 四万十川 あつよしの夏（1988年）
- とんぼ（1988年）
- キツイ奴ら（1989年）
- 代議士の妻たちII（1989年）
- はいすくーる落書 スペシャルだぜ!（1989年）
- 月曜ドラマスペシャル
  - 迷走地図（1992年）
  - ジャックアンドベティ物語（1992年）
  - 冬の特選サスペンス3 団地女医・広田久美の事件カルテ（1994年）
  - 夏の旅情サスペンス4 北アルプス穂高連峰殺人ルート（1995年）
- さくらももこランド・谷口六三商店（1993年）
- 金曜ドラマ
  - 誰にも言えない（1993年）
  - ジューン・ブライド（1995年）
- RUN（1993年）
- 花王 愛の劇場 / ぽっかぽか（1994年）
- セカンド・チャンス（1995年）
- 人生は上々だ（1995年）
- Sweet Season（1998年）
- ウルトラシリーズ
  - ウルトラマンガイア（1999年） - 報道特別番組出演者
  - ウルトラマンコスモス（2001年） - 神宮写真館店主
- 3年B組金八先生（2000年）
- 月曜ミステリー劇場
  - 早乙女千春の添乗報告書
    - 第10作（2000年）
    - 第16作（2004年） - 植木屋

  - ムコ入り刑事 高山家・明の事件ファイル1（2003年） - 旅館「山楽」主人
- 百年の物語（2000年）
- 17年目のパパへ（2001年）
- プリティガール（2002年）
- 恋文 〜私たちが愛した男〜（2003年）
- バツ彼（2004年）
- 月曜ゴールデン / 西村京太郎サスペンス 十津川警部シリーズ38（2007年） - 管理人

#### フジテレビ
- 男と女のミステリー→金曜エンタテイメント
  - 街1（1989年）
  - ハマの静香は事件がお好き3（2006年） - 便利屋の客
- さよなら李香蘭（1989年）
- 世にも奇妙な物語
  - モルモット（1991年）
  - 笑う女（1991年）
  - 王将（1991年）
  - 待ちぶせ（1992年）
  - サブリミナル（1992年）
- 金曜ドラマシアター
  - 松本清張作家活動40年記念・波の塔（1991年）
  - 松本清張作家活動40年記念・張込み（1991年）
- 忠臣蔵 風の巻・雲の巻（1991年）
- ボクたちのドラマシリーズ / 時をかける少女（1994年）
- 水曜劇場
  - お金がない!（1994年）
  - ダイヤモンドガール（2003年）
- 半熟卵（1994年）
- ヘルプ!（1995年）
- 木曜劇場
  - 白線流し（1996年）
  - こんな恋のはなし（1997年）
  - 危険な関係（1999年）
  - カバチタレ!（2001年）
  - 電車男（2005年）
- サンタが殺しにやって来た（1996年）
- 総理と呼ばないで（1997年）
- シングルス（1997年）
- 世界で一番パパが好き（1998年）
- ハッピー・マニア（1998年）
- 古畑任三郎（1999年）
- 恋愛結婚の法則（1999年）
- 花村大介（2000年）
- ハコイリムスメ!（2003年）
- 不機嫌なジーン（2005年）
- アンフェア（2006年）
- HERO 特別編（2006年）
- 佐賀のがばいばあちゃん パート1（2007年）
- 土曜プレミアム / 新・美味しんぼ1（2007年）

#### テレビ朝日
- 私鉄沿線97分署（1985年）
- 迷宮課刑事おみやさん（1985年）
- 女ふたり捜査官（1987年）
- 火曜スーパーワイド / おんな達のオシャレな復讐（1989年）
- 土曜ワイド劇場
  - Xマスには死化粧を! 光の国のアリス連続殺人（1989年）
  - 事件3（1995年） - 学習塾講師
- はぐれ刑事純情派
  - 第7シリーズ（1994年）
  - 第12シリーズ 第6話「宝くじを盗まれた死体!? 笑う女!」（1999年） - 工藤庄司
  - 第15シリーズ（2002年）
- さすらい刑事旅情編（1994年）
- 木曜ドラマ
  - 大家族ドラマ 嫁の出る幕（1994年）
  - 眠れぬ夜を抱いて（2002年）
  - 富豪刑事（2005年） - 管理人
- 月曜ドラマ・イン / 花嫁は16才!（1995年）
- はみだし刑事情熱系
  - PART1（1996年）
  - PART3（1998年）
- 流れ板七人（1996年）
- ウイークエンドドラマ / 幻想ミッドナイト（1997年）
- メタルヒーローシリーズ
  - ビーロボカブタック（1997年） - CMの監督
  - テツワン探偵ロボタック（1998年） - 蕎麦屋
- サントリーミステリー大賞スペシャル 運命が見える手（2003年）
- 金曜ナイトドラマ
  - ミステリー民俗学者 八雲樹（2004年）
  - てるてるあした（2006年）
- PS羅生門 警視庁東都署（2006年）
- 相棒（2006年） - 大家

#### テレビ東京
- 歴史サスペンス 隠密・奥の細道（1988年）
- 刑事追う!（1996年）
- 女と愛とミステリー
  - 逃げ口上〜路線バス爆破事件!（2002年）
  - 猪熊夫婦の駐在日誌2（2005年） - 第一発見者

#### 毎日放送
- 阪神・淡路大震災10年特別企画 悲しみを勇気にかえて「倒壊した病院で生まれた命」（2004年）

#### WOWOW
- 欲望だけが愛を殺す「18 - サチコ」

#### BS-i
- さとうきび畑の唄（2003年）
- ケータイ刑事 銭形雷（2006年）

#### BSフジ
- フジテレビドラマ劇場 / 穴（2004年）

### 映画
- 赤い縄 果てるまで（1987年） - 太田
- シンデレラ・エクスタシー 黒い瞳の誘惑（1988年） - 相原弘二
- マルサの女2（1988年） - 信者
- クロエ（2001年）
- ラストシーン（2002年） - 隣の患者
- 仔犬ダンの物語（2002年） - 農家の人
- NIN×NIN 忍者ハットリくん THE MOVIE（2004年） - 校長先生